# آشیکاگا یوشی‌کازو
آشیکاگا یوشی‌کازو (به ژاپنی: 足利 義量 Ashikaga Yoshikazu) (۲۷ اوت، ۱۴۰۷ – ۱۷ مارس، ۱۴۲۵) پنجمین شوگون از شوگون‌سالاری آشیکاگا بود که از ۱۴۲۳ تا ۱۴۲۵ در دوره موروماچی بر ژاپن حاکم بود. یوشی‌کازو پسر شوگون چهارم آشیکاگا یوشی‌موچی بود.
یوشیموچی قدرت را به پسرش واگذار کرد و یوشیکازو در ۱۸ سالگی «شوگون» شد، به گفته Oguri Hangan ichidaiki، مرگ یوشیکازو با یک زندگی اعتیاد به الکل تسریع شد. نام بودایی او چوتوکو این (長得院) بود.
در سال ۱۴۲۳، یوشیکازو به عنوان «شوگون» منصوب شد. یک سال بعد امپراتور امپراتور گو-کامه یاما درگذشت. یوشی‌کازو پس از مرگ او برای مدت کوتاهی تا سال حکومت کرد و در سال ۱۴۲۵ سال مرگ او، پدرش یوشیموچی جانشین او شد. هنگامی که پدرش در سال ۱۴۲۸ درگذشت، امپراتور گو-هانزونو بر تخت می‌نشیند. ششمین «شوگون» رسمی آشیکاگا یوشی‌نوری در سال ۱۴۲۹ شوگون شد.